# Newbern (Alabama)
Newbern è un comune degli Stati Uniti d'America situato nella contea di Hale dello Stato dell'Alabama.